# Hans H. Bleich
Hans Heinrich Bleich (geboren 24. März 1909 in Wien, Österreich-Ungarn; gestorben 8. Februar 1995 in New York City) war ein US-amerikanischer Bauingenieur.

## Leben
Hans Heinrich Bleich war der Sohn des Statikers Friedrich Bleich (1878–1950) und der Antonie Stern (1884–1979). Bleich studierte Bauingenieurwesen an der TU Wien mit dem Diplom 1931 und der Promotion 1934. Bis 1939 arbeitete er als Ingenieur bei A. Poor in Wien. Nach dem Anschluss Österreichs 1938 floh er 1939 nach England, wo er bei Braithwaite and Company in London Arbeit fand. 
1945 ging er in die USA, wo er kurz bei Chance-Vaught Aircraft in Stratford (Connecticut) arbeitete und dann bei Hardesty and Hanover in New York City, einem Ingenieurbüro für Brückenbau. Von 1957 bis zu seinem Tod war er Berater im Ingenieurbüro Weidlinger Associates Consulting Engineers in New York. Er entwarf dort Hochhäuser, Brücken und andere Gebäude, unter anderem 1967 die Stützstruktur des neuen 200 Inch-Spiegelteleskops im Mount Wilson Observatory, er war 1967/68 am Entwurf der Fremont Bridge in Portland (Oregon) beteiligt (als Berater von Parsons, Brinkerhoff, Quade and Douglas) und 1969 an der Raritan Bridge in New Jersey (für King and Garvis) sowie am CBS Building in Manhattan.
In seinen Veröffentlichungen und Expertisen befasste er sich mit unterschiedlichsten mechanischen Problemen von der Geotechnik bis zu Belastungen des Untergrunds bei Raketenstarts, Hängebrücken und zur Schalentheorie zum Beispiel bei U-Boot Hüllen.
Ab 1947 war er Lecturer an der Columbia University und ab 1952 bis zu seiner Emeritierung 1975 Professor für Bauingenieurwesen, zuletzt als James Renwick Professor. Außerdem war er ab 1954 Direktor des Guggenheim Institute of Air Flight Structures.
1973 erhielt er die Von-Karman-Medaille der ASCE und außerdem 1961 deren Laurie Prize und 1969 deren Wellington Prize. Er war Mitglied der National Academy of Engineering und Fellow der ASME und des American Institute of Astronautics and Aeronautics.

## Schriften
- Die Berechnung verankerter Hängebrücken. Springer Verlag, 1935.
- mit anderen: Design of cylindrical shell roofs. ASCE, 1952.
- mit anderen: Guide for the analysis of ship structures. US Department of Commerce, Office of Technological Services, 1960.
- mit anderen: Support and Testing of astronomical mirrors. Kitt Peak National Observatory, 1968.
- mit Melvin L. Baron, Joseph P. Wright: An investigation of ground shock effects due to Rayleigh waves generated by sonic booms. NASA, 1966.
- mit J. W. Workman: The effect of a moving load on a viscoelastic half space. Office of Naval Research. Project NR 064-417, 1962.
- mit C. C. Chao, J. Sackman: Surface Waves in an Elastic Half Space. In: J. Applied Mechanics, Band 28, 161, S. 300–301.
- mit Melvin Baron: Free and forced vibrations of an infinitely long cylindrical shell in an infinite acoustic medium. Office of Naval Research, Technical Report Nr. 8, 1952.

Schon mit 15 Jahren schrieb er ein Kapitel im Buch seines Vaters: Friedrich Bleich, E. Melan: Die gewöhnlichen und partiellen Differenzengleichungen der Baustatik. Springer Verlag, 1927.